# Liste der Kulturdenkmale in Ebersbach (Döbeln)
In der Liste der Kulturdenkmale in Ebersbach sind die Kulturdenkmale des Döbelner Ortsteils Ebersbach verzeichnet, die bis Oktober 2022 vom Landesamt für Denkmalpflege Sachsen erfasst wurden (ohne archäologische Kulturdenkmale). Die Anmerkungen sind zu beachten.
Diese Aufzählung ist eine Teilmenge der Liste der Kulturdenkmale in Döbeln.

## Ebersbach
| Bild                                    | Bezeichnung | Lage                        | Datierung                                   | Beschreibung | ID       |
| --------------------------------------- | --- | --------------------------- | ------------------------------------------- | --- | -------- |
| Weitere Bilder                          | Rittergut Ebersbach (Sachgesamtheit) | Am Rittergut 1 (Karte)      | 1779 Dendro (Herrenhaus); um 1800 (Torhaus) | Sachgesamtheit Rittergut Ebersbach mit folgenden Bestandteilen: Herrenhaus mit vier Wirtschaftsgebäuden und Torhaus, Einfriedung sowie Gutspark mit Gartenpavillon (siehe 09207534), außerdem Waserresservoir südlich des Gutsparks und Wirtschaftsflächen im Umfeld der Gutsanlage als Sachgesamtheitsteil; geschlossen erhaltener Gutskomplex von großer ortsgeschichtlicher und kulturgeschichtlicher Bedeutung. Gutspark (Sachgesamtheitsteil): kleiner, mit einer Bruchsteinmauer umfriedeter Garten südlich des Herrenhauses, außerhalb der Einfriedungsmauer kleines Wasserbecken. Ursprünglich handelte es sich bei diesem Rittergut um ein Vorwerk, welches nach der Reformation zum Rittergut erhoben wurde. 1612 befand es sich im Besitz derer von Marschall, 1660 von Moritz Heinrich von Hartitzsch, um 1770 von Wilhelm von Auerswalde und 1724 der Familie von Plötz. 1802 wurde die Familie Petzsch Eigentümer des Rittergutes, später Familie Geißler. Das Rittergut wurde bereits von Cornelius Gurlitt in dem 1903 Band 25 der Beschreibende Darstellung der älteren Bau- und Kunstdenkmäler des Königreichs Sachsen. 25. Heft: Amtshauptmannschaft Döbeln. C. C. Meinhold, Dresden 1903, S. 45. beschrieben: „Rittergut, 3,5 km südlich von Döbeln, Ueber dem nördlichen Rundbogenthore im Schlussstein ein Eberkopf. Wirtschaftsgebäude Fachwerkbauten. Wohnhaus wohl aus der Zeit um 1800.“ Seit langen Jahren leerstehend, ist der geschlossen erhaltene Hof, bestehend aus Wohn- und Wirtschaftsgebäuden akut vom Verfall bedroht. Der Denkmalwert des Rittergutes resultiert aus seiner ortsgeschichtlichen sowie ortsbildprägenden Bedeutung. | 09304724 |
| Weitere Bilder                          | Herrenhaus mit vier Wirtschaftsgebäuden und Torhaus, Einfriedung sowie Gutspark mit Gartenpavillon (Einzeldenkmale der Sachgesamtheit 09304724) | Am Rittergut 1 (Karte)      | 1779 Dendro (Herrenhaus); um 1800 (Torhaus) | Einzeldenkmale der Sachgesamtheit Rittergut Ebersbach; bedeutsame geschlossen erhaltene Gutsanlage von großer kulturgeschichtlicher und ortsgeschichtlicher Bedeutung. - Herrenhaus: „Langgestrecktes, zur Hofseite zweigeschossiges Bauwerk, bedeckt von einem Mansarddach mit Schopf, errichtet wohl um 1800. Um 1925 erfolgte ein Ausbau der Mansarde mit Giebeldreieck und einer Neugestaltung der Portalzone mit Motiven des art deco. Aus der gleichen Zeit stammen die vertäfelte Eingangshalle und das Treppenhaus. Im spitzen Winkel schließt sich ein Torhaus mit Fachwerkobergeschoss an. Der Torschlussstein ist mit einem Eberkopf verziert.“ Der Denkmalwert des Herrenhauses resultiert aus seiner baugeschichtlichen, ortsgeschichtlichen sowie ortsbildprägenden Bedeutung. - Torhaus: zweigeschossig, Obergeschoss Fachwerk, Satteldach verschiefert, Schlussstein mit Eberkopf, Bruchsteinmauer, (Zutritt nicht möglich) Nördlicher Teil des östlichen Wirtschaftsflügel vor 2017 abgerissen. | 09207534 |
| Direkt Bild zu diesem Denkmal hochladen | Wohnhaus eines Bauernhofes | Am Rosenbeet 25 (Karte)     | Um 1870                                     | Repräsentativer Putzbau von ortsgeschichtlicher und baugeschichtlicher Bedeutung. Zweigeschossig, Walmdach, zum Teil originaler Putz, Rundbogenfenster im Obergeschoss, zum Teil originale Fenster. | 09207539 |
| Direkt Bild zu diesem Denkmal hochladen | Vierseithof mit Wohnstallhaus, zwei Seitengebäude, Scheune und Pfeiler                                                                          | Hauptstraße 28b (Karte)     | Bez. 1896                                   | In seiner baulichen Geschlossenheit bemerkenswerte Hofanlage, zeittypische Gestaltung der Gebäude in gutem Originalzustand, von baugeschichtlicher und sozialgeschichtlicher Bedeutung. - Wohnstallhaus: zweigeschossig, Erdgeschoss Bruchsteinmauerwerk, Klinkerlisenen, originale Haustür, Obergeschoss Ziegel verputzt mit Klinkergliederung - Seitengebäude: zweigeschossig, Ziegelbau verputzt, Klinkerlisenen, Satteldach - Seitengebäude 2: eingeschossig mit Drempel, Ziegelbau (verputzt) mit Klinkergliederung - Scheune: Bruchsteinmauerwerk verputzt | 09207540 |
| Direkt Bild zu diesem Denkmal hochladen | Zwei Seitengebäude eines Vierseithofes | Hauptstraße 37 (Karte)      | 1. Hälfte 19. Jahrhundert                   | Bestandteil der alten Dorfstruktur, original erhaltene Fachwerk-Seitengebäude, von baugeschichtlichem Wert. - Scheune: massiv, Satteldach mit Biberschwanzdeckung, Hocheinfahrten rückwärtig - Seitengebäude: zweigeschossig, Erdgeschoss massiv, Obergeschoss Fachwerk, originale Fenster, Satteldach (mit Wellblech gedeckt) | 09207528 |
| Direkt Bild zu diesem Denkmal hochladen | Scheune und Seitengebäude eines Dreiseithofes                                                                                                   | Hauptstraße 51 (Karte)      | Mitte 19. Jahrhundert                       | Ortsbildprägende Fachwerkgebäude in gutem Originalzustand, von baugeschichtlichem und sozialgeschichtlichem Wert. - Scheune: Fachwerk, Satteldach - Seitengebäude: Erdgeschoss massiv, Obergeschoss Fachwerk, Satteldach | 09207529 |
| Direkt Bild zu diesem Denkmal hochladen | Torhaus eines Vierseithofes | Hauptstraße 59 (Karte)      | Um 1800                                     | In ortsbildprägender Lage stehender Fachwerkbau, einziges Torhaus des Dorfes, hausgeschichtlich und ortsgeschichtlich bedeutsam. - Torhaus: zweigeschossig, Erdgeschoss massiv, Obergeschoss Fachwerk, Satteldach - Torbogen: Korbbögen mit Schlussstein (ohne Datierung), entstellender Anbau, Giebelseiten verbrettert | 09207530 |
| Direkt Bild zu diesem Denkmal hochladen | Scheune eines ehemaligen Dreiseithofes | Hauptstraße 65 (Karte)      | 2. Hälfte 19. Jahrhundert                   | Ortsbildprägender Fachwerkbau, Teil der alten Dorfstruktur, von baugeschichtlichem Wert. Satteldach, Giebelseite verkleidet. | 09207532 |
| Direkt Bild zu diesem Denkmal hochladen | Wohnstallhaus und angebaute Scheune eines kleinen Gehöftes                                                                                      | Zum Dachsholz 17 (Karte)    | Um 1800                                     | Weitgehend original erhaltene Zeugnisse ländlicher Baukunst in landschaftsprägender Lage von baugeschichtlicher und sozialgeschichtlicher Bedeutung. - Wohnstallhaus: zweigeschossig, Erdgeschoss massiv, Obergeschoss Fachwerk, Satteldach - Scheune: Fachwerk, Satteldach | 09207535 |
| Direkt Bild zu diesem Denkmal hochladen | Schlussstein | Zur Butterbüchse 60 (Karte) | Bezeichnet mit 1785                         | von bauhistorischem und ortshistorischem Interesse, Schlussstein im Torbogen, mit Initialen JGM, Pferderelief | 09207531 |
| Direkt Bild zu diesem Denkmal hochladen | Wohnstallhaus und Scheune eines Kleinbauernhofes                                                                                                | Zur Schäferei 19 (Karte)    | Um 1800                                     | Zeugnisse der Volksbaukunst von baugeschichtlichem Wert. - Wohnstallhaus: zweigeschossig, Erdgeschoss massiv, Obergeschoss Fachwerk, Satteldach geschleppt - Scheune: Fachwerkkonstruktion, großes Holztor, Satteldach, giebelseitig verlängert, 2011 leerstehend | 09207536 |
| Direkt Bild zu diesem Denkmal hochladen | Wohnhaus ohne Anbau eines Kleinbauernhofes | Zur Schäferei 20 (Karte)    | Mitte 19. Jahrhundert                       | Ländliches Anwesen, Zeugnis ländlicher Volksbauweise, von kulturgeschichtlichem Wert. Erdgeschoss massiv, Obergeschoss Fachwerk, Satteldach, zum Teil geschleppt, 2011 leerstehend. | 09207537 |
| Direkt Bild zu diesem Denkmal hochladen | Heute Wohnhaus, ursprünglich zur ehemaligen Schäferei gehörend                                                                                  | Zur Schäferei 23 (Karte)    | 2. Hälfte 17. Jahrhundert                   | Wohl ältestes Haus des Dorfes, durch seine Fachwerkkonstruktion und Funktion von großer hausgeschichtlicher und ortsgeschichtlicher Bedeutung. Zweigeschossig, Erdgeschoss massiv, Obergeschoss Fachwerk, Satteldach, Erdgeschoss überformt, nach 2007 denkmalgerecht saniert. | 09207538 |

## Tabellenlegende
- Bild: Bild des Kulturdenkmals, ggf. zusätzlich mit einem Link zu weiteren Fotos des Kulturdenkmals im Medienarchiv Wikimedia Commons. Wenn man auf das Kamerasymbol klickt, können Fotos zu Kulturdenkmalen aus dieser Liste hochgeladen werden:
- Bezeichnung: Denkmalgeschützte Objekte und ggf. Bauwerksname des Kulturdenkmals
- Lage: Straßenname und Hausnummer oder Flurstücknummer des Kulturdenkmals. Die Grundsortierung der Liste erfolgt nach dieser Adresse. Der Link (Karte) führt zu verschiedenen Kartendiensten mit der Position des Kulturdenkmals. Fehlt dieser Link, wurden die Koordinaten noch nicht eingetragen. Sind diese bekannt, können sie über ein Tool mit einer Kartenansicht einfach nachgetragen werden. In dieser Kartenansicht sind Kulturdenkmale ohne Koordinaten mit einem roten bzw. orangen Marker dargestellt und können durch Verschieben auf die richtige Position in der Karte mit Koordinaten versehen werden. Kulturdenkmale ohne Bild sind an einem blauen bzw. roten Marker erkennbar.
- Datierung: Baubeginn, Fertigstellung, Datum der Erstnennung oder grobe zeitliche Einordnung entsprechend des Eintrags in der sächsischen Denkmaldatenbank
- Beschreibung: Kurzcharakteristik des Kulturdenkmals entsprechend des Eintrags in der sächsischen Denkmaldatenbank, ggf. ergänzt durch die dort nur selten veröffentlichten Erfassungstexte oder zusätzliche Informationen
- ID: Vom Landesamt für Denkmalpflege Sachsen vergebene, das Kulturdenkmal eindeutig identifizierende Objekt-Nummer. Der Link führt zum PDF-Denkmaldokument des Landesamtes für Denkmalpflege Sachsen. Bei ehemaligen Kulturdenkmalen können die Objektnummern unbekannt sein und deshalb fehlen bzw. die Links von aus der Datenbank entfernten Objektnummern ins Leere führen. Ein ggf. vorhandenes Icon  führt zu den Angaben des Kulturdenkmals bei Wikidata.